# Plebiscito de Venezuela de 1957

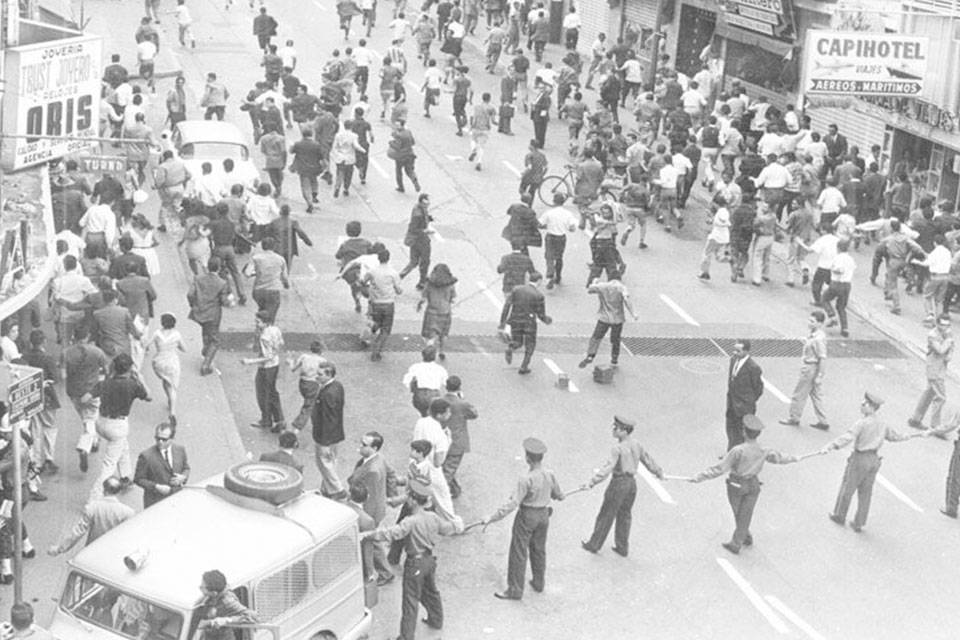
Protestas contra Marcos Pérez Jiménez el 21 de noviembre de 1957.

El plebiscito de Venezuela de 1957 fue una elección realizada el 15 de diciembre de 1957 durante el gobierno del general Marcos Pérez Jiménez con el objetivo de optar por un nuevo periodo presidencial de 5 años (1958-1963), que de aprobarse no solo se ratificaría al presidente en su cargo, sino a todos los candidatos de su movimiento político al congreso nacional, asambleas legislativas estadales y concejos municipales de manera automática. El plebiscito contrariaba a la constitución de Venezuela del año 1953 que contemplaba la elección del presidente y otros cargos regionales y locales con la participación de diversos candidatos y en elecciones directas, secretas y universales, constitución que él mismo promulgó para legitimar su mandato.

## Desarrollo
En noviembre de 1957 el general Marcos Pérez Jiménez le comunicó al Congreso de la República su intención de no convocar elecciones generales y en su lugar celebrar un referéndum para definir si continuaba al frente del gobierno 5 años más.
El período constitucional del General Marcos Pérez Jiménez, finalizaba según la misma Constitución elaborada por su gobierno a finales de 1957. No queriendo tener los mismos problemas que ocurrieron en las elecciones del año 1952, Marcos Pérez Jiménez convoca a un plebiscito el 15 de diciembre de 1957 para decidir sobre si la población aprobaba o rechazaba la reelección de su gobierno para el período 1958–1963.
El plebiscito se consideraba contrario a la Constitución de Venezuela del año 1953, ya que no contemplaba ese procedimiento, sino el de Elecciones Libres, con la participación de los diversos actores políticos, es decir, diferentes candidatos.
La oposición a su gobierno, alegando que el plebiscito carecía de carácter legal, y que todo estaba arreglado previamente, llama a la población a no participar en lo que consideraban una elección "amañada y contraria a la Constitución". Sin embargo, y según los datos oficiales del órgano electoral, la población aprobó por mayoría su continuidad en el gobierno. Ningún partido u organización opositora reconoció los resultados. Dicho plebiscito aumentó el descontento de algunos sectores del ejército contra su gobierno y sería uno de los detonantes de los acontecimientos de enero de 1958, que precipitaron la caída de su gobierno.

## Resultados oficiales
Según el órgano electoral instaurado durante el gobierno de Marcos Pérez Jiménez, el Consejo Supremo Electoral, los resultados fueron ampliamente favorables a su continuidad en el gobierno por cinco años:
- El Sí (a favor de un nuevo periodo de Marcos Pérez Jiménez): 2.374.790
- El No (en contra de un nuevo periodo de Marcos Pérez Jiménez): 364.182
- Votos Nulos: 186.015.[2]

El 20 de diciembre de 1957 el gobierno de Pérez Jiménez anunció que continuaría en el poder, basándose en los resultados obtenidos en el plebiscito de dicho año.
| Opción          | Votos     | %    |
| --------------- | --------- | ---- |
| Sí              | 2.374.790 | 86,7 |
| No              | 364.182   | 13,3 |
| Censo electoral | sin datos | 100% |
| Votos válidos   | 2.738.972 | ?%   |
| Votos inválidos | 186.015   | ?%   |
| Abstención      | sin datos | ?%   |